# Jang Jun
Jang Jun (en coreano: 장준; 16 de septiembre de 2001) es un deportista surcoreano que compite en taekwondo.
Participó en los Juegos Olímpicos de Tokio 2020, obteniendo una medalla de bronce en la categoría de –58 kg. En los Juegos Asiáticos de 2022 consiguió una medalla de oro.
Ganó dos medallas en el Campeonato Mundial de Taekwondo, oro en 2019 y plata en 2022, y dos medallas de oro en el Campeonato Asiático de Taekwondo, en los años 2018 y 2024.

## Palmarés internacional
| Juegos Olímpicos    | Juegos Olímpicos             | Juegos Olímpicos  | Juegos Olímpicos |
| Año                 | Lugar                        | Medalla           | Categoría        |
| ------------------- | ---------------------------- | ----------------- | ---------------- |
| 2020                | Tokio (Japón)                | Medalla de bronce | –58 kg           |
| Campeonato Mundial  |                              |                   |                  |
| Año                 | Lugar                        | Medalla           | Categoría        |
| 2019                | Mánchester (Reino Unido)     | Medalla de oro    | –58 kg           |
| 2022                | Guadalajara (México)         | Medalla de plata  | –58 kg           |
| Juegos Asiáticos    |                              |                   |                  |
| Año                 | Lugar                        | Medalla           | Categoría        |
| 2022                | Hangzhou (China)             | Medalla de oro    | –58 kg           |
| Campeonato Asiático |                              |                   |                  |
| Año                 | Lugar                        | Medalla           | Categoría        |
| 2018                | Ciudad Ho Chi Minh (Vietnam) | Medalla de oro    | –54 kg           |
| 2024                | Đà Nẵng (Vietnam)            | Medalla de oro    | –63 kg           |